# فروسولون
فروسولون هي بلدية في مقاطعة إيزرنيا في منطقة موليزي الإيطالية، وتقع على بعد حوالي 20 كيلومتر (12 ميل) غرب كامبوباسو وحوالي 20 كيلومتر (12 ميل) شرق إيزرنيا. تشتهر فروسولون تاريخيًا بإنتاج الشفرات،  بما في ذلك السكاكين والمقصات، وهي موطن لمتحف مخصص لهذه الحرفة.

## جغرافية
تقع فروسولون على حدود البلديات التالية: كاربينوني، كاسالسيبرانو، سيفيتانوفا ديل سانيو، دورونيا، ماتشياغودينا، موليز، سانت إيلينا سانيتا، سيسانو ديل موليز، توريلا ديل سانيو

## تاريخ

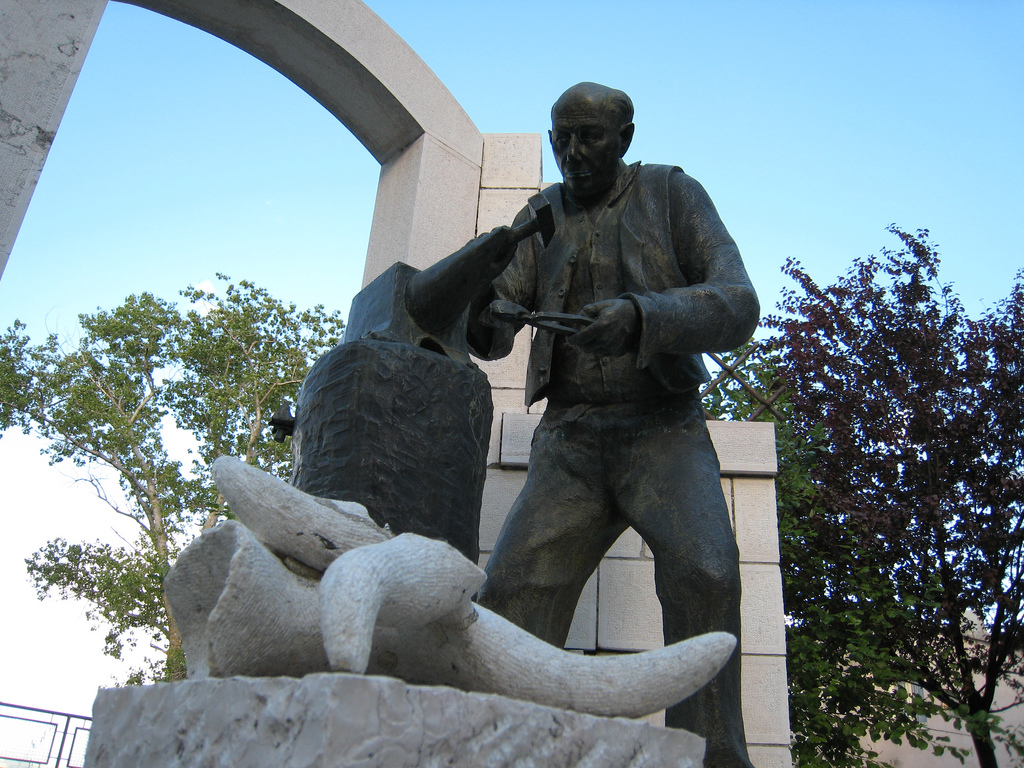
تمثال في فروسولون يعترف بتقليد الحدادة.

كان يسكن المنطقة المحيطة بفروسولون أعضاء من قبائل سانيتي وأوسي مالتاليك، والتي غزاها الرومان خلال حروب السامنيت. هناك بقايا من جدران السيكلوب التي بناها السامنيون، والتي تسمى محليًا «سيفيتيل». كما يوحي الاسم، كانوا على الأرجح جزءًا من قلعة صغيرة دمرها الجيش الروماني على الأرجح عام 293 قبل الميلاد؛ يصف المؤرخ ليفي في هذه المنطقة مسيرة جيشين رومانيين بقيادة سبوريوس كارفيليوس ماكسيموس ولوسيوس بابيريوس كورسور.
أول ذكر لاسم المدينة كان في «دبلوم» مؤرخ عام 1064، من قبل كونت إيزرنيا.
تعود أصول كنيسة سانتا ماريا أسونتا إلى القرون الوسطى. تم الانتهاء من بنائه على الأرجح في عام 1309، عندما تم الاستشهاد به لأول مرة في سند موثق. في 5 ديسمبر 1456، دمرت الكنيسة بالكامل بسبب زلزال 1456 وسط إيطاليا الذي كان مركزه في فروسولون. انتهت أعمال إعادة الإعمار في عام 1531، عندما تم تكريسها.
كان فروسولون ضحية لزلزال آخر في 26 يوليو 1805 دمر معظم المباني في المدينة وقتل 518 شخصًا. في عام 1860، ضمت مملكة إيطاليا فروسولون رسميًا. في عام 1864 تم افتتاح مكتب البريد. في عام 1866، تم تركيب نظام إضاءة عام للكيروسين بتكلفة كبيرة في ذلك الوقت تبلغ 4000 ليرة.

## مشاهير
- دومينيك دينوتشي، مصارع محترف